# Institutul BrainMap Neuroscience
Institutul BrainMap Neuroscience este o rețea de clinici din România, fondată în 2019 de Alina Robu și Diana Nemes, care activează în domeniul neuroștiințelor aplicate. Instituția oferă servicii de evaluare și intervenție în sănătatea mintală și cognitivă, utilizând tehnologii precum analiza
BrainMap⁠(d) (qEEG) și Neurofeedback Plus.

## Istoric
Inițiativa a fost lansată ca răspuns la limitările percepute ale metodelor tradiționale de intervenție psihologică și neurocognitivă. Prin introducerea unor tehnologii avansate din SUA, Europa și Asia, fondatoarele și-au propus să ofere o alternativă bazată pe neurotehnologii validate științific. Primul centru a fost deschis în Brașov, iar ulterior rețeaua s-a extins în orașe precum Timișoara, Târgu Mureș, Cluj-Napoca, Iași, Bacău, Arad, Craiova, Constanța și București (cu trei locații).

## Tehnologii și metodologii utilizate
Institutul utilizează o serie de tehnologii precum BrainMap⁠(d) (qEEG), Neurofeedback Plus, fotobiomodulație și stimularea nervului vag. Analiza BrainMap permite identificarea dezechilibrelor în activitatea cerebrală prin înregistrarea și interpretarea semnalelor EEG. Protocolul Neurofeedback Plus combină antrenamentul neurofeedback cu fotobiomodulația și exerciții de coerență inimă-creier, urmărind optimizarea funcțiilor cognitive și emoționale.

## Cercetare științifică
Fondatoarele institutului au publicat mai multe articole în reviste științifice internaționale indexate, abordând eficiența intervențiilor neurotehnologice în diverse contexte:
- Robu, A., & Nemes, A. D. (2025). Impact of a multimodal neurotechnological intervention on physiological and neurocognitive markers of healthy longevity: A randomized, longitudinal, controlled clinical study. International Journal of Scientific Development and Research, 10(5), c300–c330.[8]
- Robu, A., & Nemes, A. D. (2025). The efficiency of a multimodal neurotechnological intervention... in enhancing attention and academic performance in middle school students. IJSDR, 10(5) [9]
- Robu, A., & Nemes, A. D. (2025). Brain fitness for business success – A controlled study on enhancing entrepreneurs’ productivity and focus. IJSDR, 10(5), b789–b831. [10]
- Robu, A., & Nemes, A. D. (2025). Increasing mental clarity, decision-making speed and team performance... in corporate employees. IJSDR, 10(5), b737–b783.[11]

## Activitate publică și media
Reprezentanții institutului au fost invitați în diverse emisiuni TV și podcasturi din România, unde au abordat teme legate de neuroștiință și sănătate mintală. Printre aparițiile notabile se numără:
- I Like IT (Pro TV)[12]
- I Think cu Iusti Fudulu[13]
- Acasă la Măruță[14]
- Fain & Simplu cu Mihai Morar[15]
- Podcastul Dr. Cezar[16]

Institutul a fost, de asemenea, prezent la conferințe precum Fain & Simplu LIVE de la Iași, unde s-au abordat subiecte precum neuroplasticitatea și reglarea emoțională.
Începând cu anul 2024, fondatoarele realizează podcastul Chiar și Așa, care include discuții cu invitați din domeniile neuroștiinței, psihologiei și dezvoltării personale. Printre invitați se numără Bruce Lipton, Thomas Feiner, Mihaela Tatu, Ana Morodan și dr. Cristian Andrei.